# Гуго II де Водемон
Гуго II (фр. Hugues II de Vaudémont; ок. 1175 — не ранее 1235) — граф Водемона с 1188 года. Сын Жерара II де Водемона и Гертруды де Жуанвилль.

## Биография
В 1202 году герцог Лотарингии Симон II и граф Бара Тибо I заключили договор, согласно которому последний признаёт наследником герцога его племянника Ферри II, а взамен получает сюзеренитет над графством Водемон. В 1205 году после отречения Симона II этот договор вступил в силу, и Гуго II стал вассалом Бара, что не помешало ему проводить самостоятельную политику.
Согласно завещанию, составленному в 1235 году, он разделил свои владения между тремя сыновьями, при этом графство Водемон получал старший из них.

## Семья
Гуго II с 1188/1190 года был женат на Гедвиге де Рейнель, даме де Гондрекур, дочери Виара, сеньора де Рейнеля, и Эмелины де Гондрекур. Дети:
- Гуго III (ум. 1243), граф Водемона
- Жоффруа, сеньор де Гондрекур
- Жерар, сеньор Юрюфля, Сен Кристофа, Шеньевра и Ари
- Тибо, канонник в Туле

Гуго II составил завещание в 1235 году и умер вскоре после этого. В некоторых исследованиях датой его смерти указан 1242 год, при этом его путают с сыном — Гуго III.